# Wilhelmine af Preussen (1774-1837)
 Ikke at forveksle med Vilhelmine af Preussen (1751-1820).
Wilhelmine af Preussen (nederlandsk: Frederica Louisa Wilhelmina; tysk: Friederike Luise Wilhelmine; født 18. november 1774, død 12. oktober 1837) var hustru til Vilhelm 1. af Nederlandene, den første konge af Forenede Kongerige Nederlandene.
Wilhelmine er født i Potsdam som fjerde barn af Frederik Vilhelm 2. af Preussen og Frederika Louisa af Hessen-Darmstadt. Hendes opvækst er domineret af det strenge regime under Frederik den Store og der vides ikke meget om dette.
Den 1. oktober 1791 blev hun i Berlin gift med Vilhelm af Nederlandene, som på daværende tidspunkt blot var søn af Vilhelm 5. af Oranien, den sidste statholder af republikken Forenede Nederlande. Ægteskabet var arrangeret som en dynastisk forbindelse mellem Huset Hohenzollern og Huset Oranien-Nassau, ikke desto mindre var det yderst lykkeligt. Parret fik følgende børn:
1. Vilhelm 2. af Nederlandene (6. december 1792 – 17. marts 1849) – gift 1816 med Anna Pavlovna af Rusland
2. Dødfødt søn (18. august 1795)
3. Frederik af Nederlandene (28. februar 1797 – 8. september 1881) – gift 1825 med Louise af Preussen
4. Pauline af Nederlandene (1. marts 1800 – 22. december 1806)
5. Dødfødt søn (30. august 1806)
6. Marianne af Nederlandene (9. maj 1810 – 29. maj 1883) – gift 1830 med Albert af Preussen

Da Nederlandene blev invaderet af Napoleon i 1795, måtte Wilhelmine og familien flygte i eksil, først til England og sidenhen til Berlin. Da Napoleon så trængte ind i Preussen måtte de flygte videre østpå til Polen. Først efter Slaget ved Waterloo kunne de vende tilbage, denne gang som regenter af det nyoprettede Forenede Kongerige Nederlandene. Dengang hørte områderne i det nuværende Belgien og Luxembourg også til riget. Især i det belgiske område var Wilhelmine ikke populær.